# マット・キーオ
マシュー・ロン・キーオ（Matthew Lon "Matt" Keough, 1955年7月3日 - 2020年5月1日）は、アメリカ合衆国カリフォルニア州ポモナ出身のプロ野球選手（投手）。右投右打。
父のマーティ・キーオも元プロ野球選手であり、1968年にNPBでプレーした経験がある。

## 来歴・人物
オークランド・アスレチックスには内野手として入団するが、マイナー時代に打力が低いこともあったが、投手としての才能を見いだされ1976年にコンバート。
1977年に早くもメジャー昇格。
アスレチックスは1970年代前半はワールドシリーズ3連覇を達成したが、フリーエージェント(FA)制度ができるとレジー・ジャクソンら黄金時代を築いたスターが軒並み移籍して、チーム力は低下していた。
1978年には、打線の援護がなく8勝15敗に終わったが、防御率3.24とまずまず好投。
1979年は開幕から14連敗を喫するなど2勝17敗の散々な成績に終わった。9月5日にシーズン初勝利を挙げるまで、前年から続く28先発連続勝利なしのMLB記録を作った。
1980年には自己最多の16勝（13敗）をあげ、カムバック賞を受賞。
1982年まで3年連続2桁勝利をあげる。
1983年途中にはニューヨーク・ヤンキースに移籍。
1984年はメジャーでの登板がなかった。
1985年はセントルイス・カージナルスに移籍。
1986年にはシカゴ・カブスに移籍すると、同年途中にはヒューストン・アストロズに移籍。
1987年に阪神タイガース入りした。なおキーオのメジャー最後の試合は、1986年10月2日のサンフランシスコ・ジャイアンツ戦だが、最後に対戦した打者は翌年広島東洋カープに入団する代打のリチャード・ランスで、一塁ゴロに討ち取っている。この時、キーオのチームメイトとしてランスの打球を処理した一塁手がグレン・デービス（のち阪神タイガース）であり、二塁走者はジャイアンツの代走として二盗を成功させていたダン・グラッデン（のち読売ジャイアンツ）であった。
弱体化した阪神投手陣の中で、オープン戦で好成績を残したことから、入団1年目でいきなり開幕投手を務めるなど、名実ともに阪神のエースとして活躍。なお、日本球界でのプレー経験が過去に全くない、入団1年目の外国人投手が開幕投手を務めたのは日本球界で初めてだった（阪神の外国人投手による開幕投手は1965年のジーン・バッキー以来）。また投手ながら、阪神在籍中2本の本塁打を放った。なお日本プロ野球史上4組目の親子本塁打達成者である。2本目は1989年5月23日の中日戦（福井県営球場）で杉本正からソロ本塁打を打っている。
通算4年間阪神に在籍し、ストレートとカーブを武器に、打線の援護の少なかった当時では驚異的な記録と言える、3年連続2桁勝利（特に1989年は15勝）を含め45勝を挙げた。これは1985年の優勝後、最下位に沈むなど低迷した当時の阪神投手陣の中では数少ない明るい材料だった。
1990年も期待されたものの、オープン戦で登板中に足を故障したことが影響して出遅れ、結果7勝に止まったことから自由契約となる。
自由契約としたことについては、実績はあったものの、当時の中村勝広監督が元々キーオを高く評価していなかったことが挙げられる。中村自身、1990年の監督就任当初はキーオ解雇も考えていたが、さすがに年間15勝挙げる投手は切れなかった、とのこと。岡田彰布は、これまで一緒にプレーした外国人投手の中で、一番印象に残っている選手としてこのキーオを挙げる。特にカーブが絶品で、キーオが投げる姿を後ろから見ていて「これは（今日の試合は）勝てるな」と感じた、と述べている。
セシル・フィルダーとは1989年に阪神でチームメートとしてプレー。阪神退団後はキーオもメジャーリーグ復帰を狙ったが、オープン戦で頭に打球を受け、頭部の血の塊を取り除く緊急手術のために出遅れ、3Aエドモントンでプレイとなった（フィルダーは阪神退団翌年に本塁打王を獲得）。
元阪神の藪恵壹投手を高く評価しており、藪が2004年オフにFA宣言した時、アスレチックスに獲得を進言、入団させたのも、日本球界を良く知る彼の功績である。
2005年はアスレチックスでGM補佐となるが（ちなみに当時の監督は元中日ドラゴンズのケン・モッカ）、同年4月6日飲酒運転で赤信号で止まっていた車に衝突。その車が人をはねたが、キーオ自身は逃走したために逮捕された。その後2007年12月にも飲酒に関するトラブルで警察に身柄を拘束されている。この飲酒傾向は、上記の頭部負傷の影響とする記事もある。マイケル・ルイスがこの時代のアスレチックスを題材に執筆した『マネー・ボール』には、チームの編成会議の場面で1箇所キーオの名前が記されている。
父のマーティ・キーオが南海ホークスでプレーした際に日本に滞在したことがあるため、ある程度の日本語を覚えており、「ちょっとマット・キーオ（待っときいよ）」といった洒落を飛ばすこともあった。ひょっこりひょうたん島を幼少期に日本に滞在していた時によく見ていたらしく、特にドン・ガバチョが好きだったそうである。そして球宴休みには家族で宮崎旅行をし、一度も英語を使わなかったと言われている。
2020年5月1日、南カリフォルニアにおいて死去した。64歳没。5月3日、キーオの死去がオークランド・アスレチックスの公式Twitterによって明らかにされた。当初死因は明らかにされていなかったが、のちに死因は肺塞栓症と報じられた。

## 詳細情報

### 年度別投手成績
| 年 度    | 球 団    | 登 板 | 先 発 | 完 投 | 完 封 | 無 四 球 | 勝 利 | 敗 戦 | セ 丨 ブ | ホ 丨 ル ド | 勝 率 | 打 者 | 投 球 回 | 被 安 打 | 被 本 塁 打 | 与 四 球 | 敬 遠 | 与 死 球 | 奪 三 振 | 暴 投 | ボ 丨 ク | 失 点 | 自 責 点 | 防 御 率 | W H I P |
| -------- | -------- | ----- | ----- | ----- | ----- | -------- | ----- | ----- | -------- | ----------- | ----- | ----- | -------- | -------- | ----------- | -------- | ----- | -------- | -------- | ----- | -------- | ----- | -------- | -------- | ------- |
| 1977     | OAK      | 7     | 6     | 0     | 0     | 0        | 1     | 3     | 0        | --          | .250  | 183   | 42.2     | 39       | 4           | 22       | 0     | 1        | 23       | 0     | 0        | 25    | 23       | 4.85     | 1.43    |
| 1978     | OAK      | 32    | 32    | 6     | 0     | 1        | 8     | 15    | 0        | --          | .348  | 837   | 197.1    | 178      | 9           | 85       | 2     | 4        | 108      | 12    | 3        | 90    | 71       | 3.24     | 1.33    |
| 1979     | OAK      | 30    | 28    | 7     | 1     | 0        | 2     | 17    | 0        | --          | .105  | 800   | 176.2    | 220      | 18          | 78       | 2     | 7        | 95       | 13    | 0        | 115   | 99       | 5.04     | 1.69    |
| 1980     | OAK      | 34    | 32    | 20    | 2     | 1        | 16    | 13    | 0        | --          | .552  | 1041  | 250.0    | 218      | 24          | 94       | 3     | 5        | 121      | 13    | 2        | 94    | 81       | 2.92     | 1.25    |
| 1981     | OAK      | 19    | 19    | 10    | 2     | 0        | 10    | 6     | 0        | --          | .625  | 579   | 140.1    | 125      | 11          | 45       | 0     | 0        | 60       | 5     | 2        | 56    | 53       | 3.40     | 1.21    |
| 1982     | OAK      | 34    | 34    | 10    | 2     | 0        | 11    | 18    | 0        | --          | .379  | 946   | 209.1    | 233      | 38          | 101      | 1     | 5        | 75       | 10    | 3        | 144   | 133      | 5.72     | 1.60    |
| 1983     | OAK      | 14    | 4     | 0     | 0     | 0        | 2     | 3     | 0        | --          | .400  | 210   | 44.0     | 50       | 7           | 31       | 1     | 0        | 28       | 2     | 1        | 29    | 27       | 5.52     | 1.84    |
| 1983     | NYY      | 12    | 12    | 0     | 0     | 0        | 3     | 4     | 0        | --          | .429  | 246   | 55.2     | 59       | 12          | 20       | 0     | 2        | 26       | 1     | 0        | 42    | 32       | 5.17     | 1.42    |
| '83計    | NYY      | 26    | 16    | 0     | 0     | 0        | 5     | 7     | 0        | --          | .417  | 456   | 99.2     | 109      | 19          | 51       | 1     | 2        | 54       | 3     | 1        | 71    | 59       | 5.33     | 1.61    |
| 1985     | STL      | 4     | 1     | 0     | 0     | 0        | 0     | 1     | 0        | --          | .000  | 43    | 10.0     | 10       | 0           | 4        | 1     | 1        | 10       | 0     | 0        | 5     | 5        | 4.50     | 1.40    |
| 1986     | CHC      | 19    | 2     | 0     | 0     | 0        | 2     | 2     | 0        | --          | .500  | 129   | 29.0     | 36       | 4           | 12       | 2     | 1        | 19       | 4     | 2        | 17    | 16       | 4.97     | 1.66    |
| 1986     | HOU      | 10    | 5     | 0     | 0     | 0        | 3     | 2     | 0        | --          | .600  | 143   | 35.0     | 22       | 5           | 18       | 2     | 1        | 25       | 2     | 0        | 14    | 12       | 3.09     | 1.14    |
| '86計    | HOU      | 29    | 7     | 0     | 0     | 0        | 5     | 4     | 0        | --          | .556  | 272   | 64.0     | 58       | 9           | 30       | 4     | 2        | 44       | 6     | 2        | 31    | 28       | 3.94     | 1.38    |
| 1987     | 阪神     | 27    | 27    | 6     | 2     | 3        | 11    | 14    | 0        | --          | .440  | 696   | 168.0    | 162      | 24          | 43       | 4     | 5        | 119      | 7     | 0        | 79    | 71       | 3.80     | 1.22    |
| 1988     | 阪神     | 28    | 26    | 7     | 1     | 4        | 12    | 12    | 0        | --          | .500  | 742   | 179.2    | 174      | 16          | 37       | 0     | 8        | 97       | 4     | 0        | 65    | 55       | 2.76     | 1.17    |
| 1989     | 阪神     | 28    | 28    | 8     | 1     | 4        | 15    | 9     | 0        | --          | .625  | 828   | 201.0    | 203      | 19          | 39       | 0     | 2        | 110      | 8     | 0        | 90    | 83       | 3.72     | 1.20    |
| 1990     | 阪神     | 24    | 23    | 1     | 0     | 0        | 7     | 9     | 0        | --          | .438  | 592   | 129.2    | 153      | 15          | 53       | 4     | 4        | 72       | 5     | 0        | 80    | 72       | 5.00     | 1.59    |
| MLB：9年 | MLB：9年 | 215   | 175   | 53    | 7     | 2        | 58    | 84    | 0        | --          | .408  | 5157  | 1190.0   | 1190     | 132         | 510      | 14    | 27       | 590      | 62    | 13       | 631   | 552      | 4.17     | 1.43    |
| NPB：4年 | NPB：4年 | 107   | 104   | 22    | 4     | 11       | 45    | 44    | 0        | --          | .506  | 2858  | 678.1    | 692      | 74          | 172      | 8     | 19       | 398      | 24    | 0        | 314   | 281      | 3.73     | 1.27    |

### 表彰
MLB
- カムバック賞 （1980年）

NPB
- 優秀JCB・MEP賞：1回 （1989年）

### 記録
MLB
- MLBオールスターゲーム選出：1回 （1978年）

NPB
- 初登板・初先発：1987年4月10日、対ヤクルトスワローズ1回戦（阪神甲子園球場）、6回2/3を5失点で敗戦投手 ※開幕投手
- 初勝利・初完投：1987年4月15日、対横浜大洋ホエールズ2回戦（横浜スタジアム）、9回2失点
- 初完封：1987年5月31日、対読売ジャイアンツ9回戦（後楽園球場）
- 初本塁打：1988年4月26日、対横浜大洋ホエールズ4回戦（阪神甲子園球場）、2回裏に遠藤一彦から3ラン

### 背番号
- 27 （1977年 - 1983年途中）
- 34 （1983年途中 - 同年終了）
- 33 （1985年 - 1986年途中）
- 48 （1986年途中 - 同年途中）
- 46 （1986年途中 - 同年終了）
- 4 （1987年 - 1990年）